# 疏松悬钩子
疏松悬钩子（学名：Rubus laxus）为蔷薇科悬钩子属的植物，为中国的特有植物。分布于中国大陆的云南等地，生长于海拔1,400米的地区，见于山谷。